# 洪旼杓
洪 旼杓（ホン・ミンピョ、홍민표、こう びんしゃく、1984年5月9日 - ）は、韓国の囲碁棋士。京畿道富川市出身、金原七段門下、韓国棋院所属、九段。現囲碁韓国代表ヘッドコーチ。LG杯世界棋王戦ベスト4など。

## 経歴
1996年、ヘテ杯子供囲碁大会に優勝。2001年入段。2003年三段、オスラムコリア杯新鋭連勝最強戦準決勝進出、農心杯出場。2004年四段、棋聖戦ベスト8。2005年五段。2007年LG杯で古力らを破ってベスト4進出、準決勝で周俊勲に敗れる。2009年七段。2009、10年物価情報杯リーグ入り。2012年八段。
2013年名人戦ベスト16。2014年Lets Run Park杯ベスト16。
韓国囲碁リーグは2004年から出場、2014年は楽スターリーグ出場。棋士ランキングでは2007年18位。2005-06年は中国甲級リーグに山東チームで出場。

### 主な棋歴
- LG杯世界棋王戦 ベスト4 2007年（○周鶴洋、○林至涵、○古力、×周俊勲）
- 農心辛ラーメン杯世界囲碁最強戦
  - 2003年第5回 0-1（×王磊）
  - 2007年第9回 1-1（○羽根直樹、×王檄）
- 韓国囲碁リーグ
  - 2004年（ハンゲーム）4-3
  - 2005年（ピーマン）4-3
  - 2006年（Kixx、優勝）5-6
  - 2007年（嶺南日報）7-5
  - 2008年（第一火災）6-8
  - 2009年（Kixx）5-7
  - 2010年（Tブロード）9-7
  - 2014年（正官庄）4-3、楽スターリーグ 7-7
- 中国囲棋甲級リーグ戦
  - 2005年（山東魯抗医薬）8-2
  - 2006年（山東中国網通）